# Mahavidya

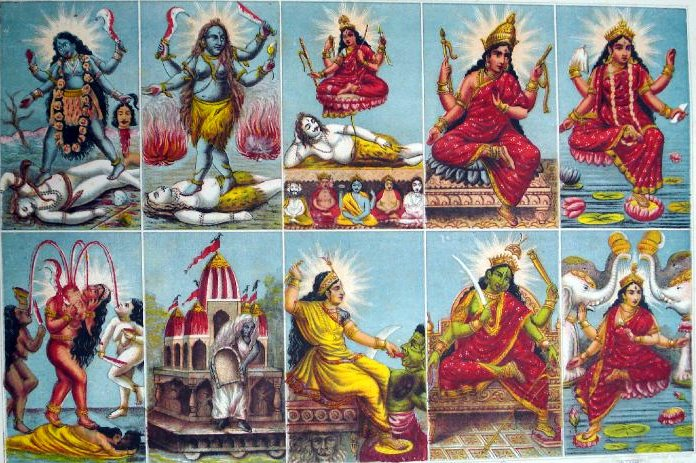
De 10 Mahavidyas:
bovenaan Kali, Tara, Tripura Sundari, Bhuvaneshvari en Bhairavi onderaan Chhinnamasta, Dhumavati, Bagalamukhi, Matangi en Kamalatmika

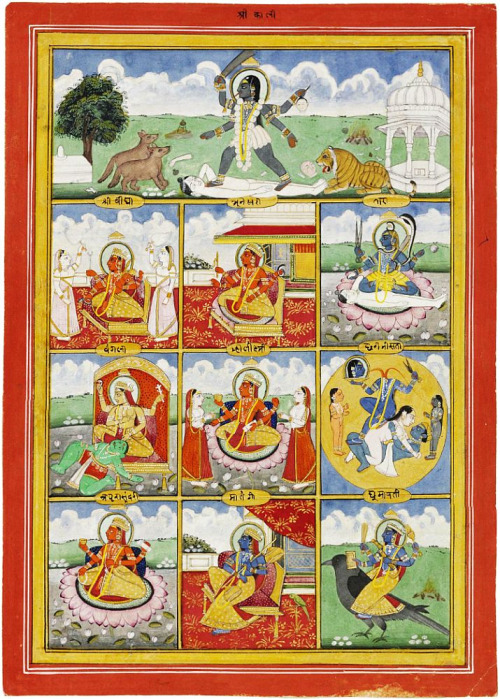
De 10 Mahavidyas als avatars van Kali bovenaan

De Mahavidya (Sanskriet महाविद्या, Mahāvidyā, “Grote Wijsheden”) zijn een groep van tien Hindoeïstische Tantrische Devis (godinnen).
1. Kali,
2. Tara,
3. Tripura Sundari,
4. Bhuvaneshvari,
5. Bhairavi ,
6. Chhinnamasta,
7. Dhumavati,
8. Bagalamukhi,
9. Matangi en
10. Kamalatmika.

Deze groep komt voor in religieuze traditie van yogini, Shaivisme, Vaishnavisme en Vajrayana Boeddhisme.
Hun opkomst vertegenwoordigt het Bhakti aspect van het Shaktisme, begon in de 6e eeuw in het post Purana tijdperk en bereikte een piek rond 1700, waarbij de hoogste godheid vrouwelijk werd in de Devi-Bhagavata Purana, in het bijzonder de Devi Gita ("lied van de godinnen"). De ene waarheid komt naar voor in tien facetten en de ene Mahadevi “grote moedergodin” wordt vereerd in tien gestalten. Een andere strekking ziet de Mahavidya als tien avatars van de Mahakali, grote Kali.
De Mahavidya wonen in de Manidvipa.
De Bhagavata Purana vereenzelvigt Sodashi als Tripura Sundari.
Daksha, de vader van Sati, de echtgenote van Shiva, plande een groot offerfeest en nodigde alle bewoners van de hemelse sfeer daartoe uit, behalve Sati en Shiva, omdat Daksha zijn schoonzoon te wild vond. Shiva kon dit niets schelen, maar Sati besloot onuitgenodigd naar het offerfeest te gaan. Shiva wilde het haar verbieden, en toen verloor Sati haar gedaante en de tien verschrikkelijke  Mahavidyas ontstonden uit haar. Shiva kreeg schrik en liet haar naar het offerfeest gaan. Sati ging in de gedaante van Kali, maakte amok en pleegde dan zelfmoord door zich op een brandstapel te werpen, nu nog sati geheten.
In de Shiva Purana veroverde de demon Durgama en met bot van de schepper Brahma de heerschappij over de vier veda’s en zo de macht over het heelal. Op Aarde ontstond droogte en hongersnood. De goden riepen Mahakali aan om de wereld te redden. Mahakali bracht eerst opnieuw water op Aarde en vocht dan onder de gedaantes van de tien Mahavidyas tegen de demon, versloeg hem en bracht de veda’s terug naar de goden. Omdat ze Durgama verslagen had, werd ze vanaf dan ook Durga genoemd.
De Guhyati guyha-tantra ziet de Mahavidya als de tien vrouwelijke wederhelften van de tien Avatars van Vishnu.
| nr. | Devi            | Avatar van Vishnu |
| --- | --------------- | ----------------- |
| 1.  | Kali            | Krishna           |
| 2.  | Tara            | Rama              |
| 3.  | Tripura Sundari | Kalkin            |
| 4.  | Bhuvaneshvari   | Varaha            |
| 5.  | Bhairavi        | Narasimha         |
| 6.  | Chhinnamasta    | Parashurama       |
| 7.  | Dhumavati       | Vamana            |
| 8.  | Bagalamukhi     | Koerma            |
| 9.  | Matangi         | Boedha            |
| 10  | Kamalatmika     | Matsya            |